# Női 53 kg-os súlyemelés a 2012. évi nyári olimpiai játékokon
A 2012. évi nyári olimpiai játékokon a súlyemelés női 53 kg-os versenyszámát július 29-én rendezték.

## Rekordok
A versenyt megelőzően a következő rekordok voltak érvényben:
| Világrekord     | Szakítás  | Li Ping (CHN)                        | 103 kg | Kanton, Kína          | 2010. november 14.   |
| Világrekord     | Lökés     | Zulfija Csinsanlo (KAZ)              | 130 kg | Párizs, Franciaország | 2011. november 6.    |
| Világrekord     | Összetett | Li Ping (CHN)                        | 230 kg | Kanton, Kína          | 2010. november 14.   |
| Olimpiai rekord | Szakítás  | Jang Hszia (CHN)                     | 100 kg | Sydney, Ausztrália    | 2000. szeptember 18. |
| Olimpiai rekord | Lökés     | Prapavadi Csarönrattanatarakun (THA) | 126 kg | Peking, Kína          | 2008. augusztus 10.  |
| Olimpiai rekord | Összetett | Jang Hszia (CHN)                     | 225 kg | Sydney, Ausztrália    | 2000. szeptember 18. |

A versenyen új világ- és olimpiai rekord született ami a későbbi pozítiv dopping minta miatt töröltek
| Világrekord     | Lökés       | Zulfija Csinsanlo (KAZ) | 131 kg | London, Nagy-Britannia | 2012. július 29. |
| Olimpiai rekord | Összesített | Zulfija Csinsanlo (KAZ) | 226 kg | London, Nagy-Britannia | 2012. július 29. |

## Versenynaptár
Az időpontok helyi idő szerint, zárójelben magyar idő szerint olvashatóak.
| Dátum                      | Időpont       | Forduló   |
| -------------------------- | ------------- | --------- |
| 2012. július 29., vasárnap | 12:30 (13:30) | B csoport |
| 2012. július 29., vasárnap | 15:30 (16:30) | A csoport |

## Eredmények
Az eredmények kilogrammban értendők. A rövidítések jelentése a következő:
- WR: világrekord
- OR: olimpiai rekord
- DNF: érvényes kísérlet nélkül
- DSQ: kizárták az eredményt törölték

| Helyezés | Név                   | Nemzet                      | Cs | Súly  | Szakítás | Szakítás | Szakítás | Szakítás | Lökés | Lökés | Lökés | Lökés | Össz. |
| Helyezés | Név                   | Nemzet                      | Cs | Súly  | 1        | 2        | 3        | E        | 1     | 2     | 3     | E     | Össz. |
| -------- | --------------------- | --------------------------- | -- | ----- | -------- | -------- | -------- | -------- | ----- | ----- | ----- | ----- | ----- |
| Arany    | Hsu Shu-ching         | Tajvan (TPE)                | A  | 52,41 | 91       | 94       | 96       | 96       | 120   | 123   | 123   | 123   | 219   |
| Ezüst    | Citra Febrianti       | Indonézia (INA)             | A  | 52,53 | 88       | 91       | 94       | 91       | 108   | 112   | 115   | 115   | 206   |
| Bronz    | Yulia Paratova        | Ukrajna (UKR)               | A  | 52,43 | 91       | 94       | 94       | 91       | 105   | 108   | 108   | 108   | 199   |
| 4.       | Rusmeris Villar       | Kolumbia (COL)              | A  | 52,59 | 87       | 87       | 90       | 87       | 105   | 109   | 112   | 109   | 196   |
| 5.       | Aleksandra Klejnowska | Lengyelország (POL)         | A  | 52,67 | 83       | 84       | 86       | 84       | 108   | 112   | 113   | 112   | 196   |
| 6.       | Nguyễn Thị Thuỷ       | Vietnám (VIE)               | B  | 52,23 | 80       | 84       | 85       | 85       | 110   | 110   | 115   | 110   | 195   |
| 7.       | Yu Weili              | Hongkong (HKG)              | B  | 52,95 | 86       | 86       | 90       | 90       | 105   | 110   | 110   | 105   | 195   |
| 8.       | Inmara Henríquez      | Venezuela (VEN)             | B  | 52,84 | 78       | 81       | 81       | 81       | 107   | 110   | 113   | 113   | 194   |
| 9.       | Julia Rohde           | Németország (GER)           | B  | 52,45 | 83       | 85       | 87       | 85       | 105   | 108   | 110   | 108   | 193   |
| 10.      | Jagi Kanae            | Japán (JPN)                 | B  | 52,36 | 82       | 82       | 85       | 82       | 105   | 109   | 109   | 109   | 191   |
| 10.      | Joanna Łochowska      | Lengyelország (POL)         | A  | 52,57 | 84       | 87       | 87       | 84       | 104   | 107   | 110   | 107   | 191   |
| 12.      | Dika Toua             | Pápua Új-Guinea (PNG)       | B  | 52,48 | 75       | 79       | 79       | 79       | 95    | 100   | 100   | 95    | 174   |
| 13.      | Helena Wong           | Szingapúr (SIN)             | B  | 52,31 | 55       | 59       | 61       | 61       | 67    | 71    | 73    | 73    | 134   |
|          | Zulfija Csinsanlo     | Kazahsztán (KAZ)            | A  | 52,70 | 92       | 92       | 95       | 95       | 125   | 131   | 135   | 131   | DSQ   |
|          | Cristina Iovu         | Moldova (MDA)               | A  | 52,79 | 95       | 99       | 99       | 99       | 115   | 120   | 125   | 120   | DSQ   |
|          | Aylin Daşdelen        | Törökország (TUR)           | A  | 52,91 | 91       | 91       | 91       | 91       | 124   | 129   | -     | DNF   | DNF   |
|          | Zhou Jun              | Kína (CHN)                  | B  | 52,80 | 95       | 95       | 95       | DNF      | -     | -     | -     | DNF   | DNF   |
|          | Yudelquis Maridalin   | Dominikai Köztársaság (DOM) | A  | 52,95 | 94       | 94       | 94       | DNF      | -     | -     | -     | DNF   | DNF   |